# Arteria etmoidale anteriore
L'arteria etmoidale anteriore è un ramo collaterale dell'arteria oftalmica; attraversa il canale etmoidale assieme al nervo omonimo (nervo etmoidale anteriore) donando la vascolarizzazione alle cellule etmoidali anteriori e medie, così come al seno frontale. Fornisce anche un ramo meningeo per la dura madre e rami nasali diretti alle cavità nasali dove, anastomizzandosi con l'arteria sfenopalatina (ramo terminale dell'arteria mascellare interna, proveniente dalla carotide esterna) rappresenta una delle comunicazioni tra i due circoli carotidei.